# Farnhuscher
Der Farnhuscher (Oreoscopus gutturalis) (auch Farnzaunkönig) ist eine Vogelart aus der Familie der Südseegrasmücken (Acanthizidae). Er ist monotypisch innerhalb der Gattung Oreoscopus.
Der Farnhuscher ist ein kleiner, dem Buschzaunkönig ähnlicher Vogel, der in feuchten Regenwäldern in höheren Lagen der Atherton Tablelands im äußersten Norden von Queensland vorkommt.

## Taxonomie
Der Farnhuscher wurde erstmals 1889 vom englischen Zoologen und Ornithologen Charles Walter De Vis beschrieben. Er ist ein basales (Unterfamilien-)Mitglied der Acanthizidae und Schwester der Gattung Pachycare.
Der Gattungsname Oreoscopus leitet sich vom altgriechischen oros ab, was „Berg“ bedeutet, und scopos, was „Wächter“ oder „Beobachter“ bedeutet. Das Artepitheton gutturalis ist mittelalterliches Latein für „von der Kehle“ und bezieht sich auf die auffällige weiße Kehle dieser Art.

## Beschreibung
Der Farnhuscher ist im Erwachsenenstadium vollständig dunkelbraun, bis auf eine weiße Augenbraue und Kehle, die das dunkelbraune Gesicht umschließen. Unter der weißen Kehle hat er eine schwarze Brust. Er hat einen langen, schlanken Schnabel. Er ist 12–14 cm lang. Das Weibchen ist dem Männchen sehr ähnlich. Jungvögel sind fast vollständig dunkelbraun, mit einer schwachen Andeutung heller Kehle und Stirn.

## Verbreitung und Lebensraum
Der Farnhuscher ist im Regenwald im Nordosten von Queensland in Höhen zwischen 300 und 1.500 m über dem Meeresspiegel zu finden. Er kommt in der Paluma Range in der Nähe von Townsville und vom Tully Gorge National Park nordwärts bis zum Cape Tribulation vor. Er ist sesshaft und auf der Roten Liste der IUCN als gefährdet eingestuft.

## Verhalten
Der Farnhuscher sucht in der feuchten Laubstreu zwischen Farnen und dichtem Gebüsch nach Nahrung, insbesondere in schattigen Schluchten der Hochlandregenwälder. Sein Ruf besteht aus einer Reihe hoher, durchdringender Töne, gefolgt von einem längeren Ton.

## Fortpflanzung
In der Brutzeit von Juli bis Januar (hauptsächlich Oktober und November) bauen die männlichen und weiblichen Farnhuscher gemeinsam ein gewölbtes Nest, das oft unter einer überhängenden Böschung, einem umgestürzten Baumstamm oder in einer kleinen Höhle inmitten der Farne versteckt ist. Das Nest besteht aus Zweigen, Wurzeln, Moos und Flechten. Das Weibchen legt ein Gelege aus zwei Eiern, die glänzend weiß, manchmal fein kastanienbraun und hellbraun gefleckt sind. Die Eier sind 22 mm lang und 17 mm breit. Die Inkubation durch das Weibchen dauert etwa 29 Tage, und die Nestlinge werden 21–23 Tage lang von beiden Geschlechtern gefüttert.

## Bedrohung
Der Farnhuscher ist auf der Roten Liste der IUCN als gefährdet eingestuft. Die Populationsdichte nimmt anhaltend ab. Die stärkste Bedrohung bildet der Klimawandel und häufige Unwetter. Dadurch verschiebt und verändert sich der Lebensraum des Farnhuschers. Das hat schnelle Rückgänge der Populationen zur Folge.